# Carlo Esterle
Carlo Esterle (eingedeutscht als Carl Esterle) (* 1818 in Cavalese (Grafschaft Tirol); † 6. September 1862 in Novara (Lombardo-Venetien)) war ein österreichischer Mediziner und Politiker.
Esterle absolvierte von 1835 bis 1840 ein Studium der Medizin an der Universität Padua, das er mit einer Promotion abschloss. Danach war er zunächst Assistent an der Chirurgischen Klinik in Padua, ab 1844 Arzt in Cavalese. Von 1857 bis 1859 war er Professor für Geburtshilfe an einem Hebammeninstitut bei Trient. Von 1859 bis 1862 war er als Chefchirurg und Professor der Geburtshilfe am Ospedale Maggiore in Novara tätig. Zugleich war er Provinzialsanitätsrat ebd. Er war Mitarbeiter mehrerer medizinischer Zeitschriften.
Er war vom 1. September 1848 bis zum 30. Mai 1849 Mitglied der Frankfurter Nationalversammlung für Mezzolombardo in der Fraktion Deutscher Hof und später Nürnberger Hof. Außerdem war er Mitglied im Märzverein.